# Жовтневе свято
Жовтневе свято, Жовтневий банківський вихідний (ірл. Lá Saoire i Mí Dheireadh Fómhair, Lá Saoire Oíche Shamhna; англ. October Holiday, October Bank Holiday) — офіційне свято в Ірландії. Відзначається щороку в останній понеділок жовтня. Запроваджене у 1977 році. Іноді також ознаменовує завершення західноєвропейського літнього часу.